# نوشکا فونتین
نوشکا فونتین (انگلیسی: Nouchka Fontijn؛ زادهٔ ۹ نوامبر ۱۹۸۷) بوکسور اهل پادشاهی هلند است.